# Elpidio Quirino
Elpidio Rivera Quirino (Elpidio Quirino y Rivera; 16 tháng 11 năm 1890 – 29 tháng 2 năm 1956) là chính trị gia người Filipino của dân tộc Ilocano, từng giữ chức Tổng thống Philippines thứ 6 từ năm 1948 đến năm 1953.